# Green Springs
Green Springs ist ein Village im Sandusky County und im Seneca County im US-amerikanischen Bundesstaat Ohio. Im Jahr 2000 hatte der Ort 1247 Einwohner. Seine Berühmtheit erlangte es wegen der Mineralienvorkommen, das größte natürliche Schwefelvorkommen in der Welt. Auch das St. Francis Rehabilitationszentrum ist dort gelegen.

## Geographie
Die geographischen Koordinaten von Green Springs lauten 41° 15′ N, 83° 3′ W.
Nach den Angaben des United States Census Bureaus hat der Ort eine Fläche von 2,8 km2, die ausschließlich aus Land besteht. Ohio State Route 19 führt als Broadway Street durch das Stadtgebiet.

## Geschichte
Das Gebiet um Green Springs wurde ursprünglich von den Seneca bewohnt, die 1830 während der Präsidentschaft von Andrew Jackson gezwungen wurden, in Indianerreservate weiter im Westen zu gehen. Jacob Stem, der Gründer des Ortes erwarb 1831 das Gelände im Sandusky und Seneca County von der US-Regierung, insgesamt 1200 Acre (rund 480 Hektar). Ältere Bürger wiesen ihn darauf hin, dass die Schwefelquelle nicht zu seinem Grund gehörte, und so erwarb Stem diese von den Indianern für 12 Säcke Weizen, 12 Säcke Mais, 12 Säcke Hafer und ein Maultier. Das Dorf hieß einst nach dem Gründer Stemtown und erhielt erst später den Namen nach der Farbe des Wassers der Quelle.

## Mineralquelle
Der Welt größte natürliche Schwefelwasserquelle entspringt einem unterirdischen Fluss. Die Quelle schüttet innerhalb von 24 Stunden rund 30.000 m3. Das Wasser läuft in den Green Creek ab und über die Sandusky Bay des Eriesees zum Einzugsgebiet des Sankt-Lorenz-Stromes. Jacob Stem nutzte die Kraft des Wassers zum Betrieb von Säge- und Getreidemühlen. Die Quelle und wurde bald zur Heilquelle für alle möglichen Krankheiten. Der Unternehmer Robert Smith ließ 1868 das Wasser analysieren. Dabei wurde ein hoher Anteil von Calciumsulfat und Magnesiumsulfat festgestellt. In der Umgebung der Quelle entstanden Hotels und Heilbäder, die von Menschen aus anderen Gebieten Ohios und den Vereinigten Staaten besucht wurden.

## Demographie
Zum Zeitpunkt des United States Census 2000 bewohnten Green Springs 1247 Personen. Die Bevölkerungsdichte betrug 450,0 Personen pro km2. Es gab 467 Wohneinheiten, durchschnittlich 168,5 pro km2. Die Bevölkerung Green Springss bestand zu 95,11 % aus Weißen, 0,32 % Schwarzen oder African American, 0,32 % Native American, 0,56 % Asian, 0 % Pacific Islander, 2,17 % gaben an, anderen Rassen anzugehören und 1,52 % nannten zwei oder mehr Rassen. 5,1 % der Bevölkerung erklärten, Hispanos oder Latinos jeglicher Rasse zu sein.
Die Bewohner von Green Springs verteilten sich auf 443 Haushalte, von denen in 35,7 % Kinder unter 18 Jahren lebten. 55,3 % der Haushalte stellten Verheiratete, 10,4 % hatten einen weiblichen Haushaltsvorstand ohne Ehemann und 28,4 % bildeten keine Familien. 23,9 % der Haushalte bestanden aus Einzelpersonen und in 11,3 % aller Haushalte lebte jemand im Alter von 65 Jahren oder mehr alleine. Die durchschnittliche Haushaltsgröße betrug 2,54 und die durchschnittliche Familiengröße 2,97 Personen.
Die Bevölkerung verteilte sich auf 24,3 % Minderjährige, 9,1 % 18–24-Jährige, 27,3 % 25–44-Jährige, 20,0 % 45–64-Jährige und 19,2 % im Alter von 65 Jahren oder mehr. Das Durchschnittsalter betrug 38 Jahre. Auf jeweils 100 Frauen entfielen 92,1 Männer. Bei den über 18-Jährigen entfielen auf 100 Frauen 88,0 Männer.
Das mittlere Haushaltseinkommen in Green Springs betrug 33.553 US-Dollar und das mittlere Familieneinkommen erreichte die Höhe von 43.462 US-Dollar. Das Durchschnittseinkommen der Männer betrug 32.100 US-Dollar, gegenüber 19.659 US-Dollar bei den Frauen. Das Pro-Kopf-Einkommen belief sich auf 17.734 US-Dollar. 8,7 % der Bevölkerung und 5,4 % der Familien hatten ein Einkommen unterhalb der Armutsgrenze, davon waren 12,5 % der Minderjährigen und 11,5 % der Altersgruppe 65 Jahre und mehr betroffen.